# پناهگاه ملی حیات وحش شمالگان
پناهگاه ملی حیات وحش شمالگان (انگلیسی: Arctic National Wildlife Refuge) که به اختصار ANWR و پناهگاه شمالگان نیز نامیده می‌شود، یک پناهگاه ملی حیات وحش در شمال‌شرقی آلاسکا است که پهنه‌ای به مساحت ۷۸٬۰۵۰٫۵۹ کیلومتر مربع از دامنه شمالی آلاسکا را می‌پوشاند. این پناهگاه اندکی بزرگ‌تر از پناهگاه ملی حیات وحش دلتای یوکان است و وسیع‌ترین پناهگاه ملی ایالات متحده آمریکا به‌شمار می‌رود.
پناهگاه ملی حیات وحش شمالگان از دفاتر مستقر در فربنکس مدیریت می‌شود و دارای تنوع گسترده‌ای از گونه‌های گیاهی و جانوری مانند خرس قطبی، خرس گریزلی و خرس سیاه است.
این پناهگاه در امتداد مرز یوکان کانادا قرار دارد و دو پارک ملی کانادایی ایوانیک و ونتوت در همسایگی آن قرار دارند.